# ريدينغ (أوهايو)
ريدينغ (بالإنجليزية: Reading, Ohio)‏ هي مدينة تقع في الولايات المتحدة في مقاطعة هاملتون، أوهايو. يقدر عدد سكانها بـ 10,385 نسمة ومساحتها 7.49 كم2 وترتفع عن سطح البحر 171 متر.

## التركيبة السكانية
قام مكتب تعداد الولايات المتحدة بتحديد بيانات التركيبة السكانية لريدينغ في تعداد الولايات المتحدة. في ما يلي، التركيبة السكانية حسب تعدادي 2000 و2010.

### تعداد عام 2000
بلغ عدد سكان ريدينغ 11,292 نسمة بحسب تعداد عام 2000، وبلغ عدد الأسر 4,885 أسرة وعدد العائلات 2,921 عائلة مقيمة في المدينة.
وتوزع التركيب العرقي للمدينة بنسبة 93.69% من البيض و 0.16% من الأمريكيين الأصليين و 1.18% من الأمريكيين ذوي الأصول الآسيوية و 0.02% من سكان جزر المحيط الهادئ و 3.20% من الأمريكيين الأفارقة و 1.25% من عرقين مختلطين أو أكثر.
بلغ عدد الأسر 4,885 أسرة كانت نسبة 27.1% منها لديها أطفال تحت سن الثامنة عشر تعيش معهم، وبلغت نسبة الأزواج القاطنين مع بعضهم البعض 44.7% من أصل المجموع الكلي للأسر، ونسبة 11.0% من الأسر كان لديها معيلات من الإناث دون وجود شريك، وكانت نسبة 40.2% من غير العائلات. تألفت نسبة 34.3% من أصل جميع الأسر من أفراد ونسبة 11.8% كانوا يعيش معهم شخص وحيد يبلغ من العمر 65 عاماً فما فوق. وبلغ متوسط حجم الأسرة المعيشية 2.96، أما متوسط حجم العائلات فبلغ 2.27.
بلغ العمر الوسطي للسكان 38 عاماً. وكانت نسبة 22.5% من القاطنين تحت سن الثامنة عشر، وكانت نسبة 9.3% بين الثامنة عشر والأربعة وعشرون عاماً، ونسبة 31.1% كانت واقعةً في الفئة العمرية ما بين الخامسة والعشرون حتى والأربعة وأربعون عاماً، ونسبة 21.1% كانت ما بين الخامسة والأربعون حتى الرابعة والستون، ونسبة 16.0% كانت ضمن فئة الخامسة والستون عاماً فما فوق. يوجد لكل 100 أنثى 94.8 ذكر، ويوجد لكل 100 أنثى في الثامنة عشر من عمرها فما فوق 91.2 ذكر.
بلغ متوسط دخل الأسرة في المدينة 39,140 دولار، أما متوسط دخل العائلة فبلغ 51,858 دولار. وكان متوسط دخل الذكور 35,466 دولار مقابل 26,250 دولار للإناث. وسجل دخل الفرد الخاص بالمدينة 23,527 دولار. وكانت نسبة 4.7% من العائلات ونسبة 7.3% من السكان تحت خط الفقر، وكان من هؤلاء نسبة 7.8% تحت سن الثامنة عشر ونسبة 10.2% في الخامسة والستين من العمر وما فوق.

### تعداد عام 2010
بلغ عدد سكان ريدينغ 10,385 نسمة بحسب تعداد عام 2010، وبلغ عدد الأسر 4,554 أسرة وعدد العائلات 2,624 عائلة مقيمة في المدينة. في حين سجلت الكثافة السكانية 3,593.4 نسمة لكل ميل مربع (1,387.4/كم2). وبلغ عدد الوحدات السكنية 4,962 وحدة بمتوسط كثافة قدره 1,717.0 لكل ميل مربع (662.9/كم2).
وتوزع التركيب العرقي للمدينة بنسبة 89.1% من البيض و 0.1% من الأمريكيين الأصليين و 1.0% من الأمريكيين ذوي الأصول الآسيوية و 7.3% من الأمريكيين الأفارقة و 1.9% من عرقين مختلطين أو أكثر.
بلغ عدد الأسر 4,554 أسرة كانت نسبة 26.8% منها لديها أطفال تحت سن الثامنة عشر تعيش معهم، وبلغت نسبة الأزواج القاطنين مع بعضهم البعض 39.0% من أصل المجموع الكلي للأسر، ونسبة 13.3% من الأسر كان لديها معيلات من الإناث دون وجود شريك، بينما كانت نسبة 5.3% من الأسر لديها معيلون من الذكور دون وجود شريكة وكانت نسبة 42.4% من غير العائلات. تألفت نسبة 36.6% من أصل جميع الأسر من أفراد ونسبة 11.1% كانوا يعيش معهم شخص وحيد يبلغ من العمر 65 عاماً فما فوق. وبلغ متوسط حجم الأسرة المعيشية 2.97، أما متوسط حجم العائلات فبلغ 2.26.
بلغ العمر الوسطي للسكان 39.5 عاماً. وكانت نسبة 21.6% من القاطنين تحت سن الثامنة عشر، وكانت نسبة 8.6% بين الثامنة عشر والأربعة وعشرون عاماً، ونسبة 27.2% كانت واقعةً في الفئة العمرية ما بين الخامسة والعشرون حتى والأربعة وأربعون عاماً، ونسبة 27.5% كانت ما بين الخامسة والأربعون حتى الرابعة والستون، ونسبة 14.9% كانت ضمن فئة الخامسة والستون عاماً فما فوق. وتوزع التركيب الجنسي للسكان بنسبة 49.1% ذكور و50.9% إناث.